# Sentier
Sentier är en tunnelbanestation i Paris metro för linje 3 i andra arrondissementet. Stationen öppnades år 1904 och är belägen under Rue Réaumur. Stationen är uppkallad efter Rue du Sentier.

## Omgivningar
- Notre-Dame-des-Victoires
- Rue des Petits-Carreaux
- Rue du Nil
- Rue du Quatre-Septembre

## Bilder
| - Tunnelbanestationen Sentier. - Notre-Dame-des-Victoires. - Rue des Petits-Carreaux. - Rue du Nil. - Rue du Quatre-Septembre. |